# Saint-Thomas (Aisne)
Saint-Thomas ist eine französische Gemeinde mit 72 Einwohnern (Stand: 1. Januar 2022) im Département Aisne in der Region Hauts-de-France. Sie gehört zum Arrondissement Laon und zum Kanton Villeneuve-sur-Aisne.

## Geographie
Die Gemeinde Saint-Thomas liegt am Nordostrand des Höhenzuges Chemin des Dames, 17 Kilometer südöstlich von Laon und 35 Kilometer nordwestlich von Reims. Nachbargemeinden von Saint-Thomas sind Montaigu im Norden, Saint-Erme-Outre-et-Ramecourt im Nordosten, Goudelancourt-lès-Berrieux im Osten, Berrieux im Südosten, Aizelles im Süden, Aubigny-en-Laonnois im Südwesten sowie Courtrizy-et-Fussigny im Nordwesten.

## Bevölkerungsentwicklung

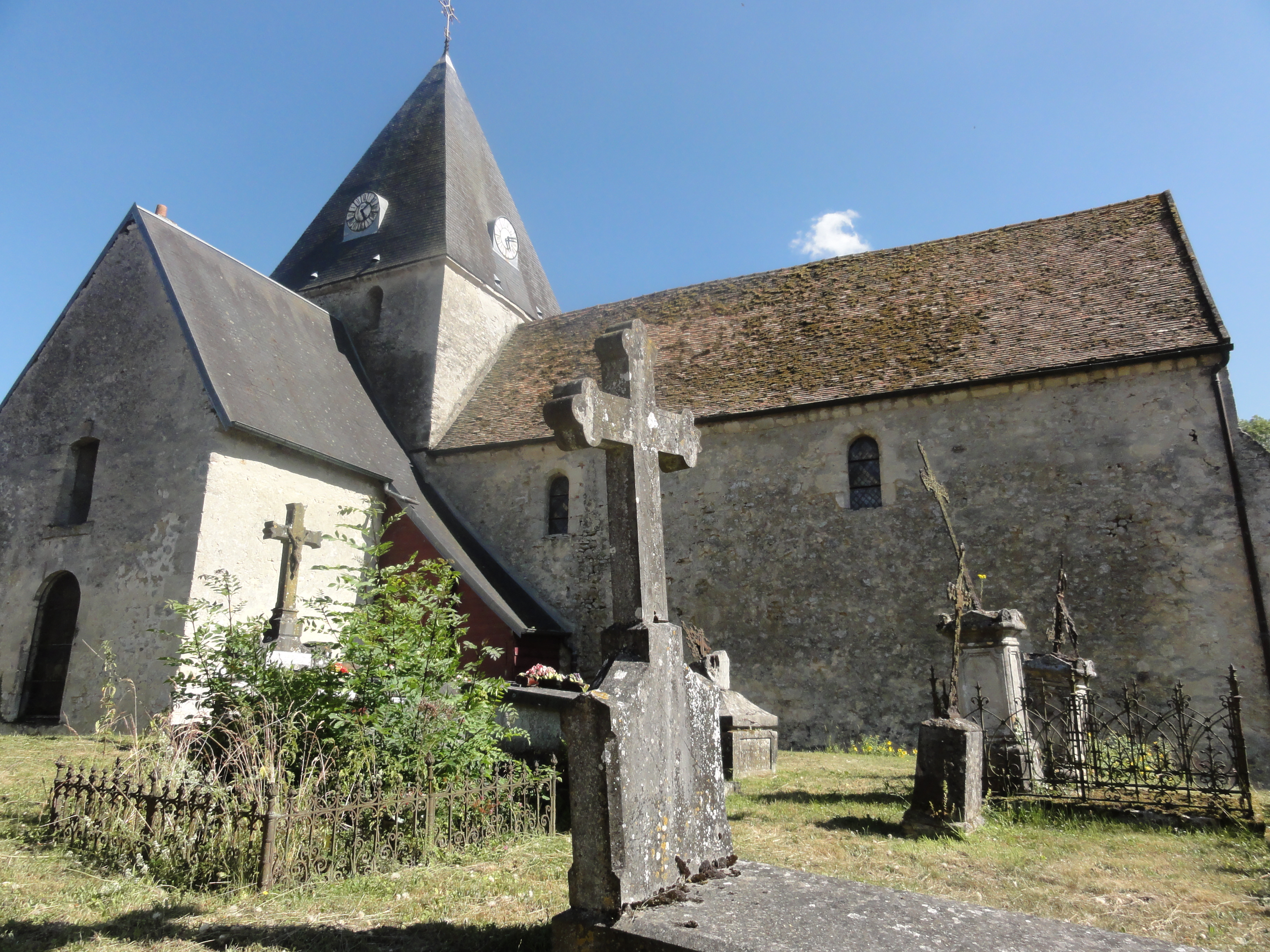
Kirche Saint-Thomas

| Jahr                       | 1962 | 1968 | 1975 | 1982 | 1990 | 1999 | 2006 | 2015 | 2022 |
| -------------------------- | ---- | ---- | ---- | ---- | ---- | ---- | ---- | ---- | ---- |
| Einwohner                  | 97   | 98   | 81   | 91   | 80   | 66   | 76   | 85   | 72   |
| Quellen: Cassini und INSEE |      |      |      |      |      |      |      |      |      |